# Подгай (Люблінське воєводство)
Подгай (пол. Podgaj) — село в Польщі, у гміні Луків Луківського повіту Люблінського воєводства.
У 1975-1998 роках село належало до Седлецького воєводства.